# لويس ستيفنز
لويس ستيفنز (بالإنجليزية: Louis Stevens)‏ هو كاتب سيناريو أمريكي، ولد في 25 ديسمبر 1896 في ريغا في لاتفيا، وتوفي في 29 سبتمبر 1963 في هوليوود في الولايات المتحدة.

## وصلات خارجية
- لويس ستيفنز على موقع IMDb (الإنجليزية)
- لويس ستيفنز على موقع ألو سيني (الفرنسية)
- لويس ستيفنز على موقع أول موفي (الإنجليزية)
- لويس ستيفنز على موقع قاعدة بيانات الأفلام السويدية (السويدية)
- لويس ستيفنز على موقع قاعدة بيانات الأفلام السويدية (السويدية)
- لويس ستيفنز على موقع قاعدة بيانات الفيلم (الإنجليزية)
- لويس ستيفنز على موقع كينوبويسك (الروسية)